# ایستگاه هوایی نیروی دریایی چنگیز توپل
ایستگاه هوایی نیروی دریایی چنگیز توپل (به انگلیسی: Cengiz Topel Naval Air Station) یک فرودگاه نظامی و همگانی با کد یاتا KCO است که یک باند فرود آسفالت دارد و طول باند آن ۳۰۰۰ متر است. این فرودگاه در شهر ایزمیت کشور ترکیه قرار دارد و در ارتفاع ۵۵ متری از سطح دریا واقع شده‌است.

## شرکت‌های هواپیمایی و مقصدهای پروازی
| شرکت‌های هواپیمایی      | مقصدهای پروازی |
| ---------------------- | -------------- |
| Canadian Airways Congo | مایا-مایا      |